# 良尚入道親王
良尚入道親王（1623年1月16日—1693年8月6日），俗名勝行、寬恒，幼名二宮，是日本江戶時代前期的入道親王，生父母是八條宮智仁親王和常照院，同時為後水尾天皇的猶子；他也是天台宗的天台座主和曼殊院的門跡。

## 經歷
他初為曼殊院宮良恕入道親王的付弟，後寬永十一年（1634年）八月接受親王宣下，次月就在曼殊院得度。正保三年（1646年）三月就任天台座主，明曆二年（1656年）轉移到現在京都御所附近的洛北一乘寺村。貞享四年（1687年）四月從曼殊院退院，號天松院。
他向狩野探幽和尚信兄弟學習繪畫，通曉池坊華道古典風格。